# Gastrodia agnicellus
Gastrodia agnicellus — вид орхідей. Описаний у 2020 році.

## Назва
Видова назва agnicellus означає «ягня» або «овечка». Назва «посилається на шерстистий покрив на кореневищі і пелюстках, що схожі на колосся, а також натякає на ім'я ботанічної ілюстраторки, яка оживила новий вид на своєму малюнку». За роботу над цим видом ілюстраторка Дебора Ламбкін отримала премію Маргарет Флоктон у 2020 році , щорічну нагороду «за досягнення в науковій ботанічній ілюстрації», видану Королівським ботанічним садом у Сіднеї.

## Поширення
Ендемік Мадагаскару. Поширений у регіоні Ватоваві-Фітовінані на південному сході острова. Трапляється у вічнозеленому вологому лісі на висоті 600—850 м над рівнем моря. росте у лісовій підстилці під перегноєм.

## Опис
Дослідники назвали вид «найпотворнішою орхідеєю в світі». Кореневище пристосоване до рихлого та пухкого субстрату, воно довге та сильно волосисте, за що вид і отримав свою назву (agnicellus з лат. «ягнятко», «баранчик»). Стебло коротке, безлисте. Квітка маленька, до 11 мм завдовжки, з коричневими потовщеними пелюстками, схожа на шматок гнилого м'яса. Такий вигляд приваблює муж для запилення. Квітка виділяє приємний мускусний, схожий на троянду аромат, який стає сильнішим при вищих температурах. Після запилення стебло стає довшим, що, ймовірно, сприяє розсіюванню насіння.

## Екологія
Мікотрофна рослина. Оскільки рослина росте у темних хащах, вона посністю позбавлена хлоропластів і не може збійснювати фотосинтез. Тому рослина вступила у симбіоз з грибами — вони постачають рослині воду і мінеральні солі, а натомість отримують поживні речовини і можливість розмножуватися через насіння орхідеї. Багаторічна рослина Рослина проводить більшу частину свого життя під землею, з'являючись зовні в серпні і вересні тільки для того, щоб цвісти і приносити плоди. Після плодошення, вона знову зникає у ґрунті.